# Caja de Pensiones para la Vejez y de Ahorros de Cataluña y Baleares

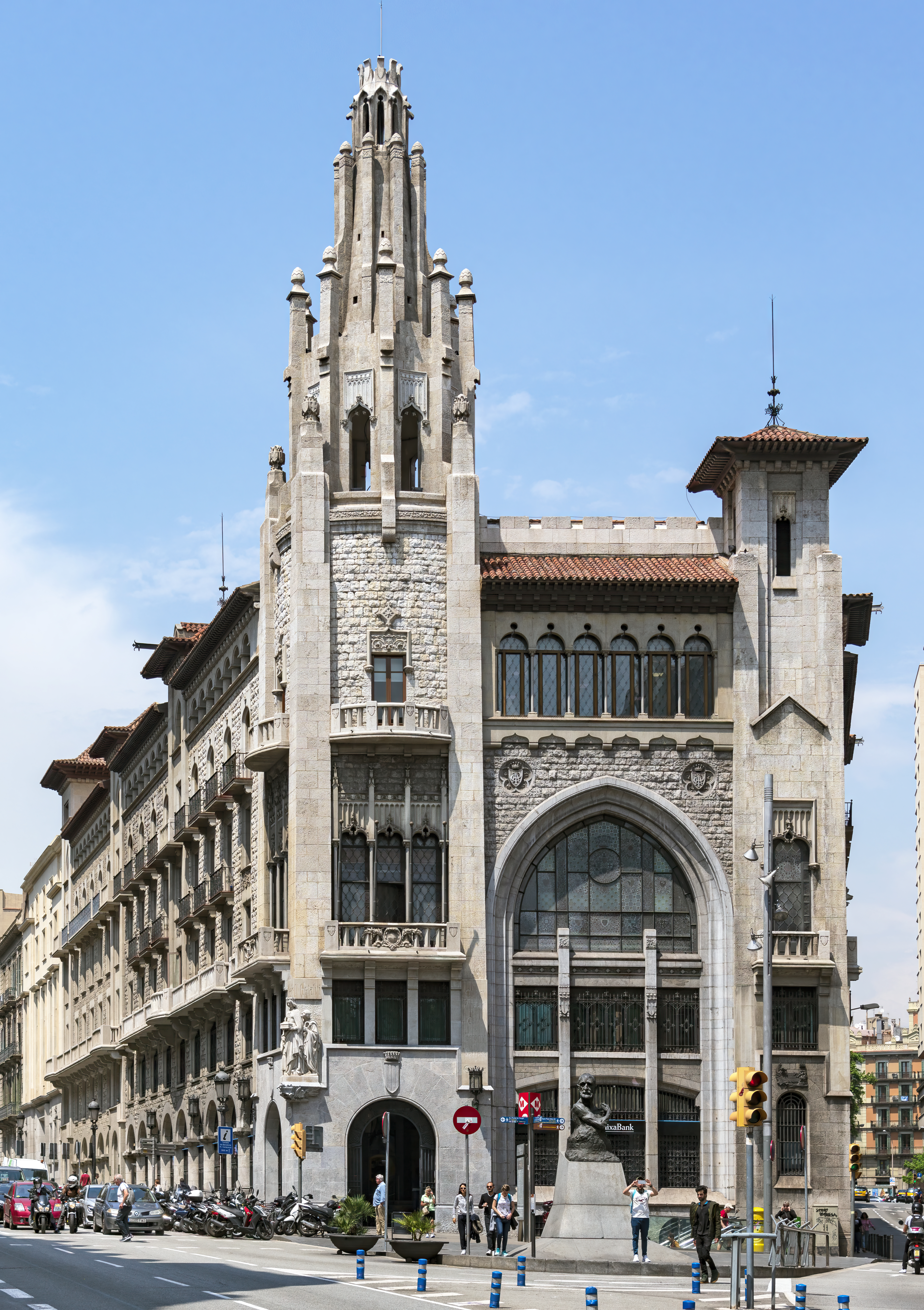
Sede histórica de la Caja de Pensiones en la Vía Layetana de Barcelona.

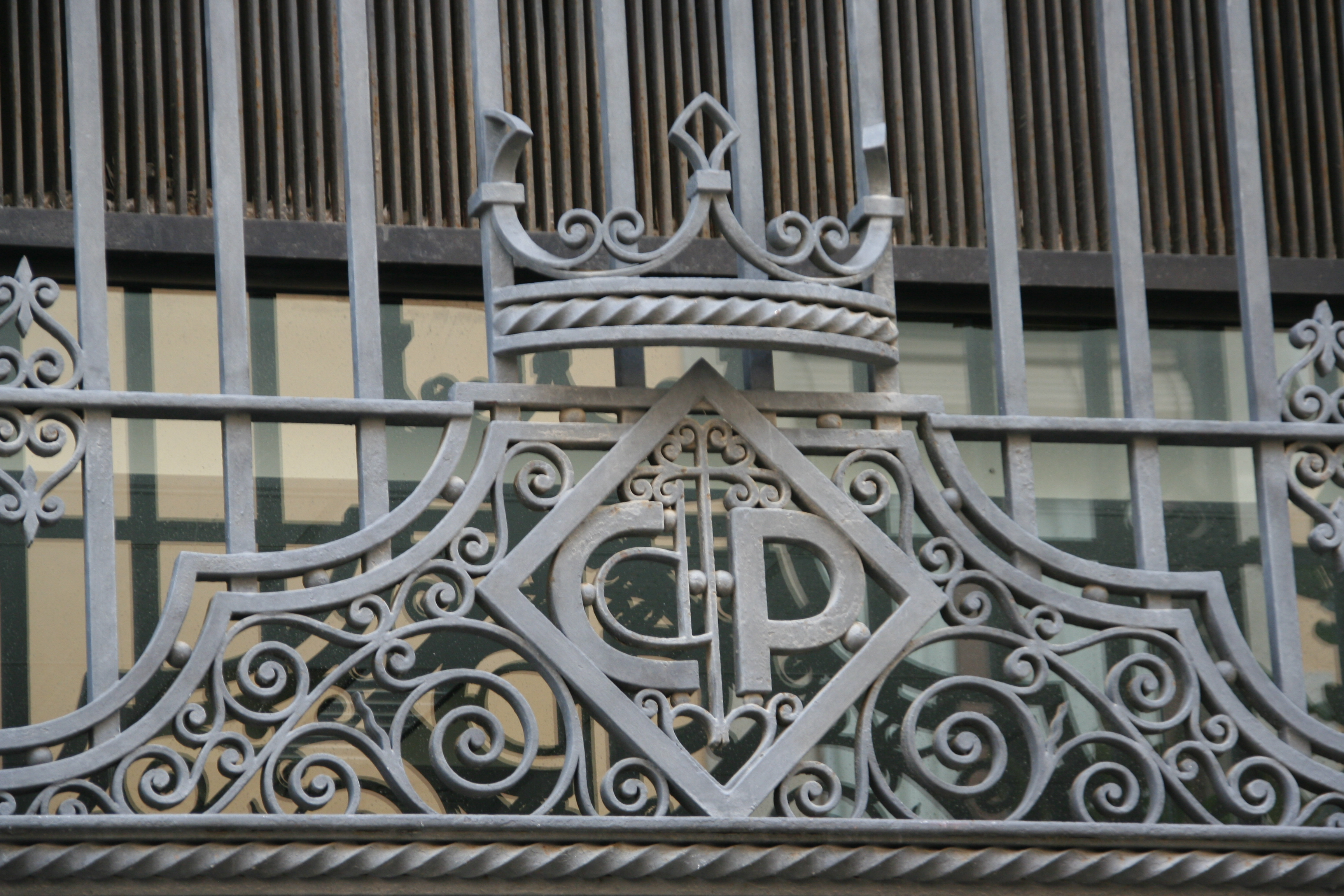
Antiguo emblema de la Caja de Pensiones, en la reja de un inmueble.

La Caja de Pensiones para la Vejez y de Ahorros de Cataluña y Baleares (en idioma catalán Caixa de Pensions per a la Vellesa i d'Estalvis de Catalunya i Balears), más conocida como Caja de Pensiones, primero, y la Caixa, después,   fue una caja de ahorros fundada en abril de 1904 por el abogado Francisco Moragas Barret, primer director general, y por el industrial e ingeniero Luis Ferrer-Vidal y Soler, primer presidente. 
En 1990 absorbió la Caja de Ahorros y Monte de Piedad de Barcelona creando la Caja de Ahorros y Pensiones de Barcelona.

## Historia

### Fundación
La "Caja de Pensiones" nació en un contexto de crisis social tras la huelga general de 1902, materializando las aspiraciones de su fundador   Moragas Barret, experto en previsión social, que llevaba años difundiendo la necesidad de crear una gran caja de retiro como vía para conseguir la paz social.
Fue creada por el impulso de diversas instituciones de la sociedad civil catalana: la Sociedad Económica de Amigos del País, el Instituto Agrícola Catalán de San Isidro, el Ateneo Barcelonés, la patronal Fomento del Trabajo Nacional y la Cámara de Comercio de Barcelona.
Estos socios fundadores aportaron 62.590 pesetas, a los que se añadieron una aportación del rey Alfonso XIII de 25.000 pesetas más. Francisco Moragas Barret fue su primer director general y Luis Ferrer-Vidal y Soler su primer presidente.
En la segunda década del siglo XX se abrió la primera sucursal en Mallorca y se inauguró la primera sede social, en el edificio situado en la esquina de la Vía Layetana con la calle de Junqueras de Barcelona, edificio obra del arquitecto modernista Enric Sagnier. En 1932 absorbió a la Caja de Ahorros de Vilanova.

### Guerra Civil y postguerra
El director general Moragas falleció en 1935, dejando 762 empleados y recursos por 4,1 millones de pesetas. El presidente Ferrer-Vidal falleció al año siguiente, un mes antes de comenzar la Guerra Civil Española. Durante ese periodo, la entidad fue dirigida por José María Boix Raspall (director general), y en 1939 fue sustituido por Enrique Luño Peña (director general) al tiempo que Miguel Mateu Pla, alcalde de Barcelona, asumía la presidencia de la entidad.
Tras la Guerra Civil, la entidad respetó los depósitos de los clientes en pesetas republicanas, lo cual le dio un gran prestigio a la entidad.
Durante esta época, coincidente con el largo mandato del catedrático Enrique Luño Peña en la dirección de la entidad (1940-1976), se vieron los siguientes logros:
- Crecimiento constante y sólido de la entidad, tanto en el ámbito financiero como en el de su Obra Social:

- En el ámbito financiero: «En el año 1940, la Caja contaba con 700.000 impositores; en 1964, con cerca 2.500.000 impostores. El saldo de impositores en 1940 era de 638 millones de pesetas, y en 1964 rebasa los 35.000 millones de pesetas, los cuales se hallan invertidos en Valores (23.000 millones de pesetas), Préstamos (8.000 millones de pesetas) e Inmuebles (4.000 millones de pesetas). En 1940, la Caja contaba con 115 oficinas; hoy [1964] ascienden a 300, que podrán aumentar todavía si así lo dispone y aprueba el Ministerio de Hacienda.»
- En su Obra Social: «así lo demuestran [en 1964]: las 100 Bibliotecas Populares esparcidas por Cataluña, Baleares, Madrid y Andorra; la creación del Grupo Escolar de La Verneda; la Guardería Infantil en el mismo sector de La Verneda; las nuevas instalaciones del Instituto Educativo de Sordomudos, de las Clínicas de Cirugía, Medicina y Maternal del Sanatorio de Nuestra Señora de Montserrat y del Instituto Antituberculoso, con su microscopio electrónico…»
- Independencia de la institución durante los difíciles años 40, quedando "la Caixa" al margen de los diversos grupos de presión de la época, tanto políticos como económicos.[5]

- Política de inversiones prudente y sólida: En la época de fuerte desarrollo económico de los años 60, supo mantener la entidad al margen de las inversiones agresivas de aquel momento, conservó siempre la tradicional prudencia de "la Caixa", y desarrolló el crédito hipotecario para la compra de viviendas (e incluso impulsó la promoción de las mismas cuando el crédito para tal finalidad no se conseguía) satisfaciendo así la demanda social del momento.[5]

- Fue pionero en la informatización y teleproceso de la entidad, iniciándose el proyecto de informatización en el temprano año de 1961. «"la Caixa" se convirtió así en la institución líder del sistema financiero español en cuanto a informatización de sus servicios centrales y de su red operativa a través del sistema de teleproceso que se empezó a aplicar en 1965», escribiría José Vilarasau Salat 20 años después.[5] Este proceso de informatización tan temprano fue clave para la futura expansión de la entidad.

Tras el fallecimiento de   Mateu Pla en 1972, le sustituyó en la presidencia Narcíso de Carreras, último prohombre de la Liga Regionalista de Francisco Cambó. Y en 1976 el director general Luño Peña fue sustituido por el ingeniero José Vilarasau Salat.

### Expansión: década de 1970
De la mano de José Vilarasau Salat, se inició una importante expansión basada en una estrategia de proximidad (apertura de nuevas oficinas) y en la innovación tecnológica, que llegó a los clientes especialmente mediante la instalación masiva de cajeros automáticos con las clásicas libretas de ahorro. La "Caja de Pensiones" en esta década aglutinaba el 49,6% de los depósitos de las 13 cajas de ahorros catalanas.
Así, entre 1977 y 1989, La Caixa abrió 1.200 oficinas nuevas por toda España, al calor de la nueva legislación, adquiriendo bancos como el Crèdit Andorrà, y cajas de ahorro, como Islas Canarias, Caja de Lérida en 1979, y otras cajas rurales.
En esta época se dio el salto cualitativo, se creó el logotipo con la famosa estrella actual (ideado por el pintor Joan Miró), y se trasladaron los servicios centrales a las modernas Torres Negras de la Diagonal, edificio obra del arquitecto José Antonio Coderch, donde se encuentra la sede de  la actual entidad sucesora. Estas Torres ponen de manifiesto la transformación de la entidad realizada por José Vilarasau: Cuando éste asumió la dirección de la entidad en 1976, "la Caixa" tenía poco más de 320 oficinas y 3.000 empleados; unos resultados de 2.655 millones de pesetas; y una capacidad de influencia prácticamente nula. Pero 12 años después, cuando José Vilarasau abandonó la Dirección General para ocupar la Presidencia Ejecutiva, "la Caixa" disponía de una red de 4.000 oficinas y 17.500 empleados; generó unos beneficios de 110.000 millones de pesetas; y era accionista de referencia de las siguientes compañías: Telefónica, Repsol, Gas Natural, Aguas de Barcelona, Abertis y PortAventura World.

### Fusión con Caja de Barcelona
Al final de la década de 1980, se inició un proceso de fusión de "la Caixa" con la "Caja de Barcelona" (Caja de Ahorros y Monte de Piedad de Barcelona), presididas entonces -respectivamente- por Juan Antonio Samaranch y por José Juan Pintó Ruiz, que culminó en el año 1990 con la creación de la Caja de Ahorros y Pensiones de Barcelona, que mantuvo el nombre comercial "La Caixa".